# Phrachao Sua
Luang Sorasak (หลวงสรศักดิ์), Phrachao Sua (พระเจ้าเสือ), Sanphet VIII (สมเด็จพระเจ้าสรรเพชญ์ที่ 8), ou Suriyenthrathibodi (สมเด็จพระเจ้าสุริเยนทราธิบดี), fut un roi d'Ayutthaya. Il ne régna que 6 ans, de 1703 à sa mort en 1709. On ignore s'il était fils du roi Narai le Grand († 1688) ou de son successeur Petracha.
Le surnom « Phrachao Sua » (roi-tigre) lui a été donné par ses contemporains pour son comportement, décrit par la Chronique royale d'Ayutthaya de la façon la moins flatteuse.